# Chandurbazar
Chandurbazar là một thành phố và là nơi đặt hội đồng đô thị (municipal council) của quận Amravati thuộc bang Maharashtra, Ấn Độ.

## Nhân khẩu
Theo điều tra dân số năm 2001 của Ấn Độ, Chandurbazar có dân số 17.635 người. Phái nam chiếm 51% tổng số dân và phái nữ chiếm 49%. Chandurbazar có tỷ lệ 79% biết đọc biết viết, cao hơn tỷ lệ trung bình toàn quốc là 59,5%: tỷ lệ cho phái nam là 83%, và tỷ lệ cho phái nữ là 75%. Tại Chandurbazar, 13% dân số nhỏ hơn 6 tuổi.